# コルネリス・ファン・ドールン
コルネリス・ヨハネス・ファン・ドールン（Cornelis Johannes van Doorn、1837年2月9日 - 1906年2月24日）はオランダの土木技術者で、明治時代のお雇い外国人。
約8年間にわたって日本で河川・港湾の整備計画を立て、オランダ人土木技師のリーダーを務めた。携わった事業には、大きな成果を上げた安積疏水や、全面的な失敗に終わった野蒜築港などさまざまな事例がある。

## 生涯

### 来日以前
1837年2月9日にオランダ東部のヘルダーラント州ブルメンで生まれた。改革長老教会の牧師である父のピーテル・W・ファン・ドールン（Pieter W van Doorn）と、母のコルネリア・J・H・ファン・ドールン（Cornelia J. H. van Doorn）の第2子で、5人兄弟だったとされる。当時、彼の生まれたハル地区 (nl:Hall) は人口およそ数百名の農村だった。
ファン・ドールンは小学校を卒業後、ユトレヒト工業学校（現在の日本の工業高校に相当）に6年間通った。続いて1855年に18歳でデルフトの王立土木工学高等専門学校（現・デルフト工科大学）の聴講生となっている。この頃、公務員である技官として働いていたと考えられている。成績は優秀で1860年に「技師」（Ingenieur）の免状を送られ、国から技術官僚として採用された。その後、水政省の命令でオランダ領東インドのジャワ島に派遣され、技術助手として鉄道建設などに携わった。
1863年にオランダに帰国してからはアムステルダムとデンヘルダー間の鉄道建設に従事した後に職を辞し、マーストリヒトの高等学校で数学の教師となった。しかし1865年に政府技官に復職し、今度はアムステルダムとデンヘルダー間の運河開削に関わった。この際、アムステルダムでヨハニス・デ・レーケと共に閘門建設を行ない、後に彼を日本に招聘している。

### 来日以降

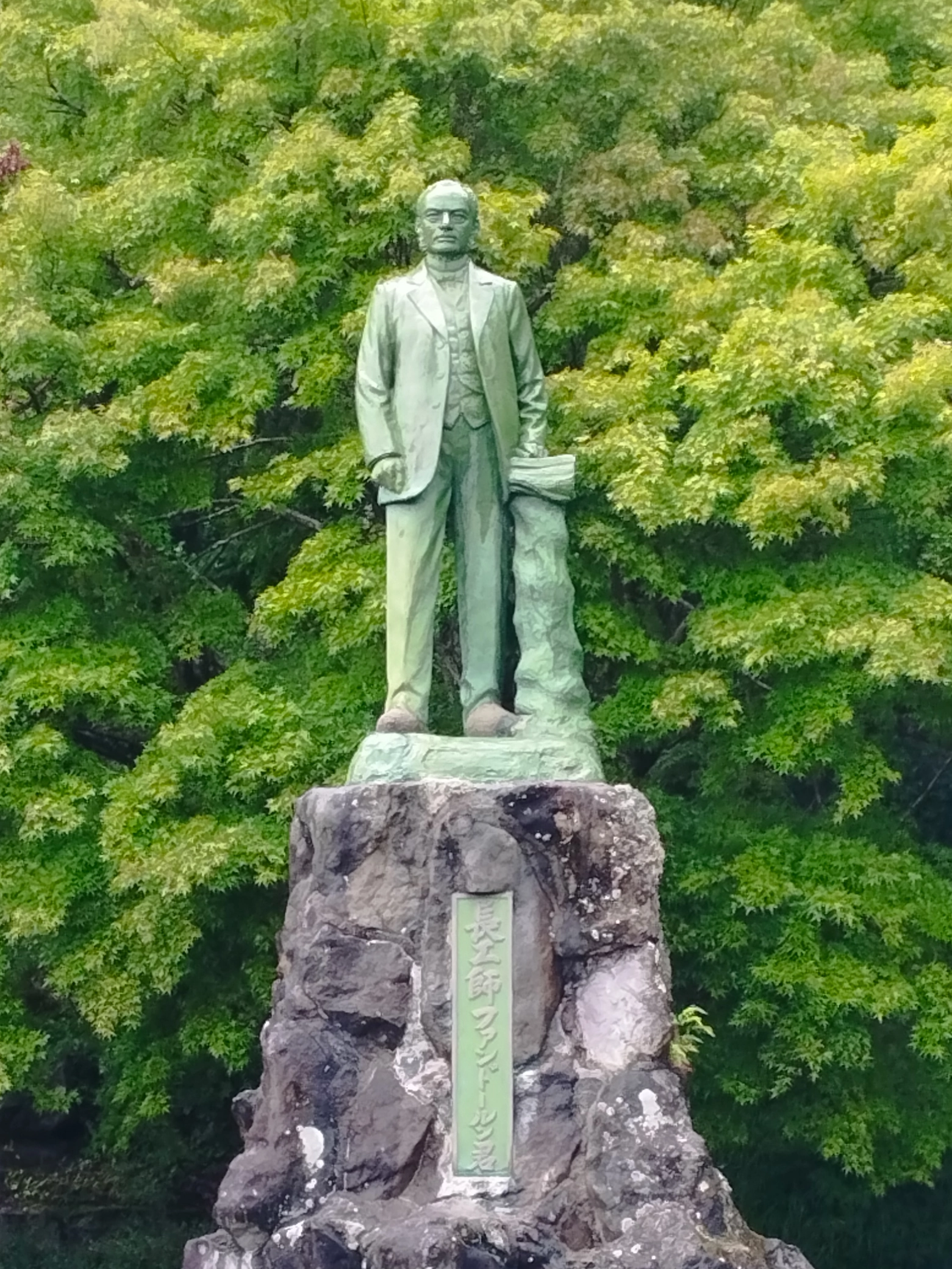
安積疏水十六橋水門近傍のドールン像（1931年建立）

1872年2月にファン・ドールンは来日し、お雇い外国人として契約を結んだ。明治政府から求められていたのは全国各地の港湾・河川の整備であった。まず同年5月に、利根川と江戸川の改修のため利根川全域を調査した。この際、日本初の科学的な水位観測を行ない、両河川の分流点にやはり日本初の量水標を5月4日に設置した。7月には淀川、その後は信濃川、木曽川も視察している。さらに政府から求められた大阪港の築造のため、ヨハニス・デ・レーケ、ジョージ・アーノルド・エッセルらの技師をオランダから招聘し、翌1873年に彼らが来日するとリーダーとしての役割を担った。
同年3月25日には木津川支流を調査するなど精力的に業務をこなし、1874年には内務卿・大久保利通によって月給を500円から600円に増額されている。これは当時の閣僚と同程度の金額である。契約期間の延長を前提とし、翌1875年にはオランダに一時帰国した。ファン・ドールンは1年後に再び来日し、大久保の立案した1878年の土木7大プロジェクトの実現のため、安積疏水や野蒜築港の事業計画を立案した。
安積疏水の事業においては、奈良原繁や内務官僚の南一郎平の優れた働きもあり、他国の大規模な灌漑事業との比較から詳細な計画が練られ、大きな成果を収めた。なお、開削案には
1. 斉木峠
2. 三森峠
3. 御霊櫃峠
4. 沼上峠

の4つがあったが、現地での調査から沼上峠開削案が最適であると報告している。
一方、野蒜築港については明治天皇の東北巡幸の際に各県の県令から要望があったため、1876年にはファン・ドールンが現地に派遣されている。その後1878年に工事が始まったが、完成の1882年より前の1880年2月にファン・ドールンは契約を終えて帰国した。1885年に台風で壊滅的な被害を受けて野蒜築港は廃止され、後に廣井勇はファン・ドールンの設計を厳しく批判している。このため、自ら設計した野蒜築港の工事中に帰国したのは、設計の不備に気付き完成の確信が持てなかったためではないかとも云われている。一方、当時は古市公威らヨーロッパで土木工学を学んだ人々が続々と帰国しており、財政上の理由もあって多くのお雇い外国人が契約を更新されなくなった時期でもあったため、特別な事情はないという見方もある。

### オランダ帰国後
帰国後、1880年5月にファン・ドールンは日本政府から勲四等旭日小綬章を贈られている。1883年にはオランダ植民地省の委嘱でカリブ海のオランダ領キュラソー島に赴き、主任技師として埠頭工事や乾ドック建造などを行なった。その後、 ハーグで「オランダ鉄筋コンクリート会社」を設立し、筆頭取締役に就いている。また、共著で治水工学の本も執筆した。
生涯結婚せず、1906年2月24日にアムステルダムの自宅で病のため逝去した。アムステルダム市立一般墓地に埋葬された。

## 死後

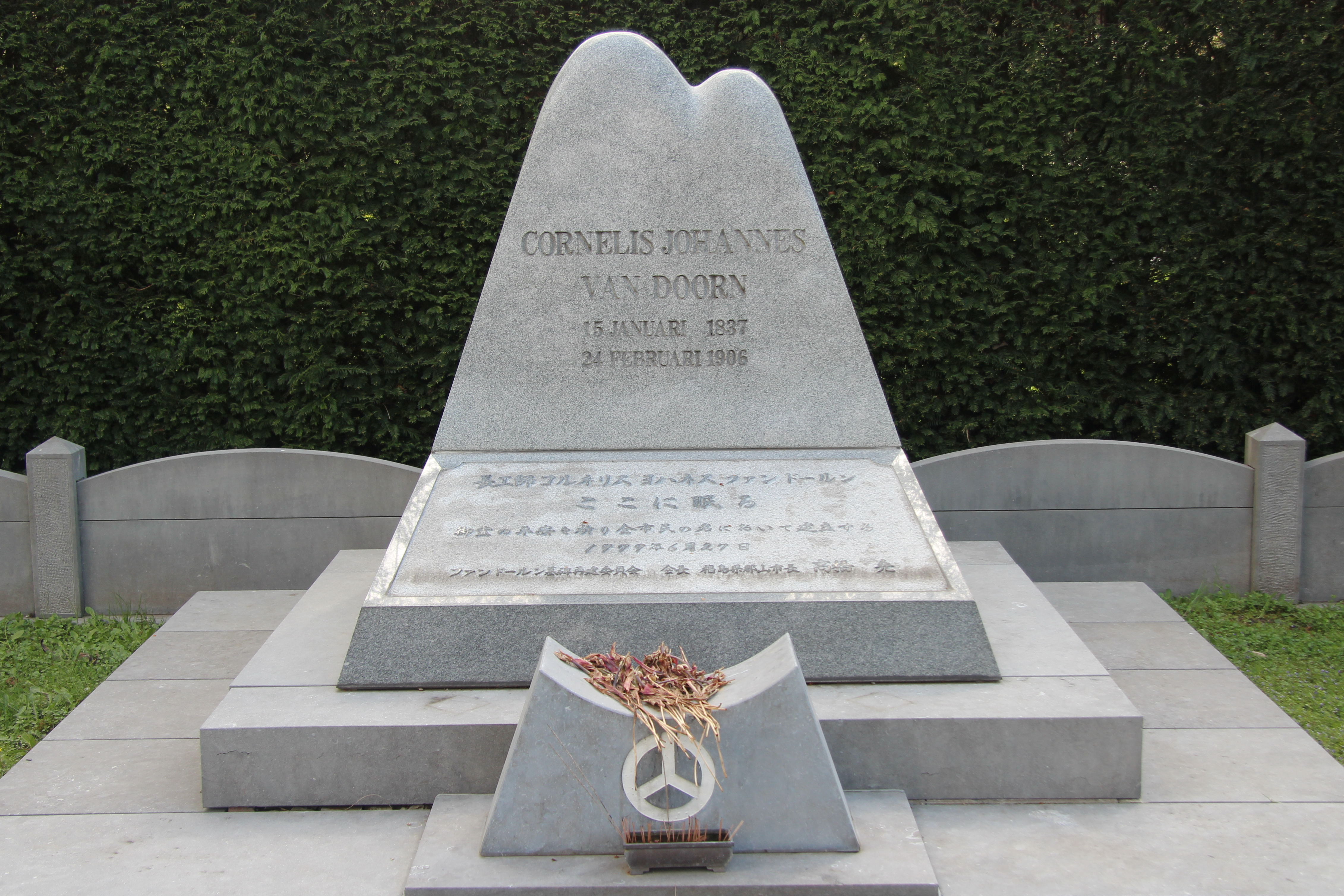
”長工師　コルネリス　ヨハネス　ファン・ドールンここに眠る
御霊の平安を祈り，全市民の名において建立する
ファン・ドールン墓碑再建委員会”

その後アムステルダムにあった墓石は撤去されてしまい、 1978年に福島県郡山市在住の一市民によって伝えられるまで長く無縁仏状態であった。
このことが判明すると、ただちに郡山市長を中心として「ファン・ドールン墓碑再建委員会」が発足し、市民からの寄付により磐梯山をモニュメントとする墓碑が再建された。アムステルダム市立イースタン墓地に位置し、郡山市長が借地者である（北緯52度20分41.7秒 東経4度56分27.42秒 / 北緯52.344917度 東経4.9409500度座標: 北緯52度20分41.7秒 東経4度56分27.42秒 / 北緯52.344917度 東経4.9409500度）。
ブルメル町ハル地区の生家近くにも記念塔と日本語の説明碑がある。

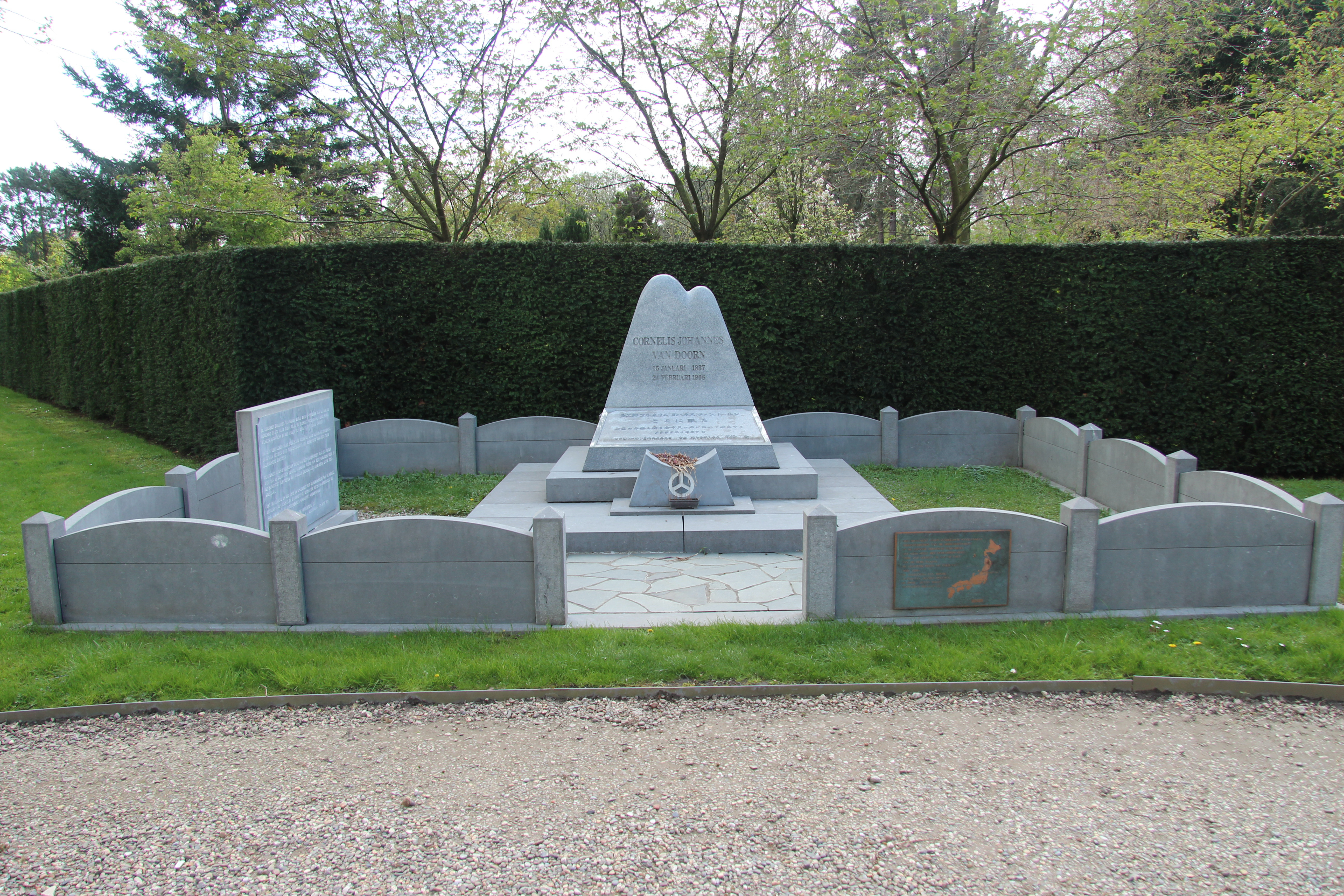
ドールンの墓。外柵は十六橋水門を表している。
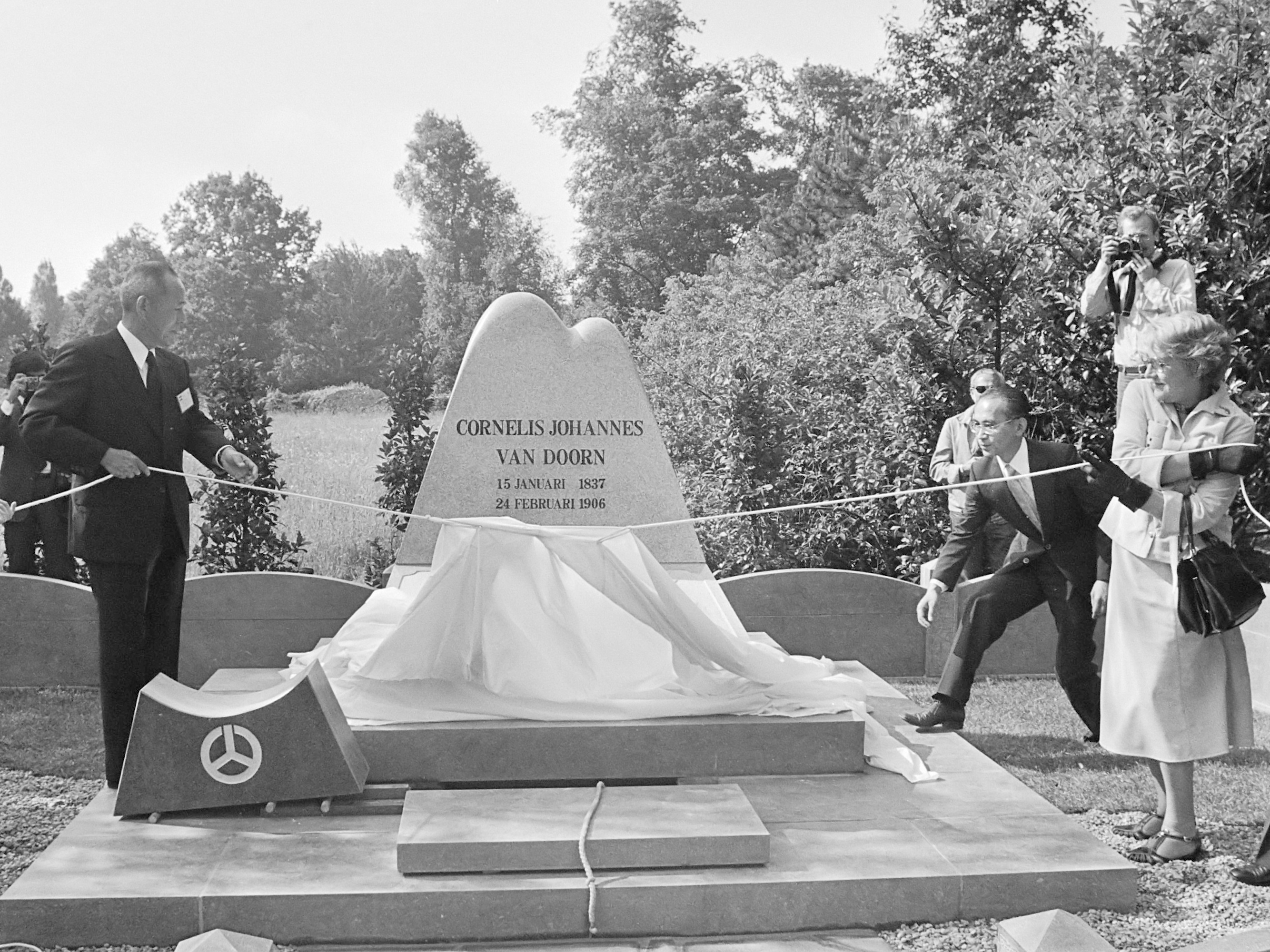
再建された墓の除幕式（1979年）
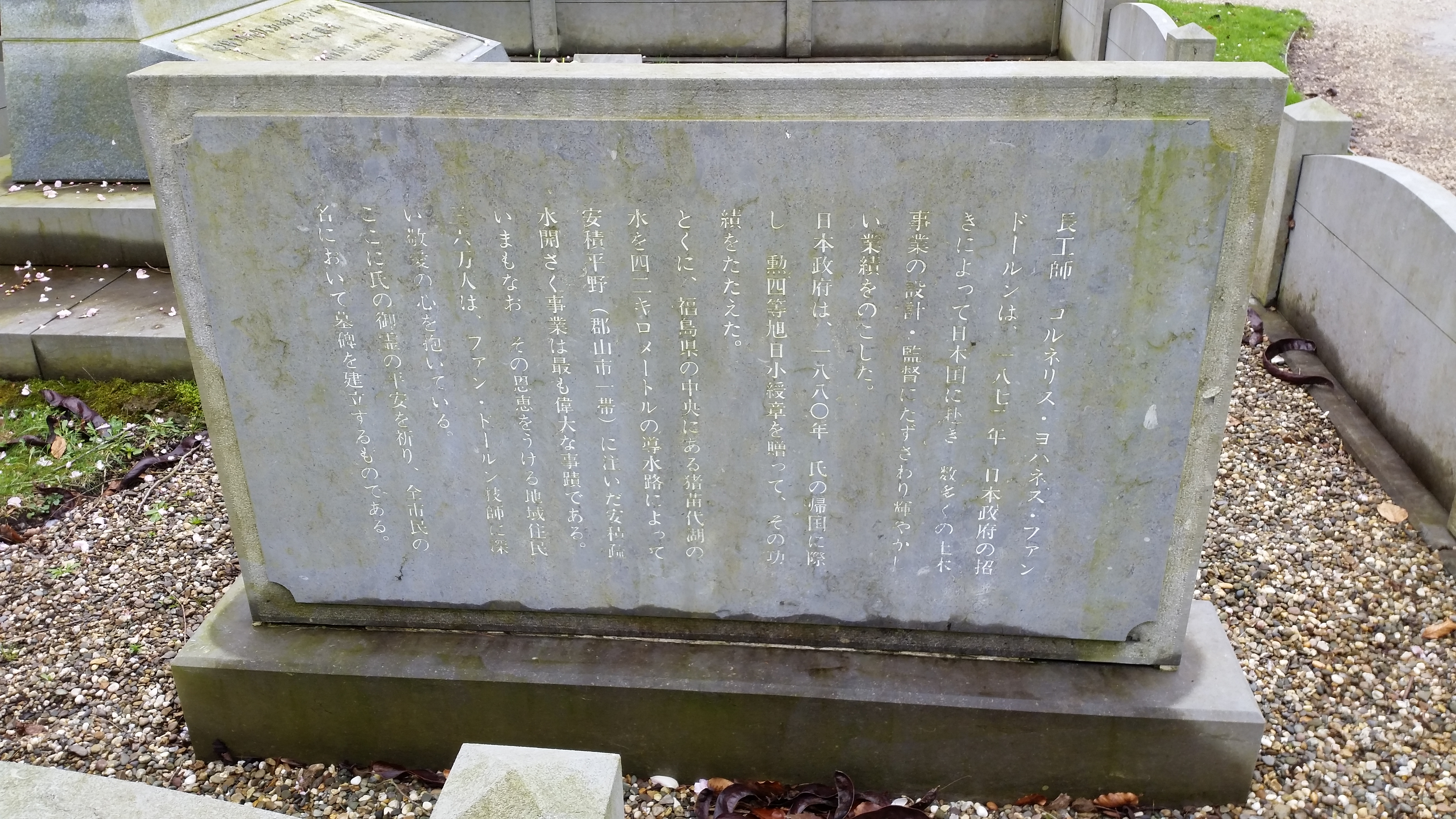
墓地内に設けられた墓誌
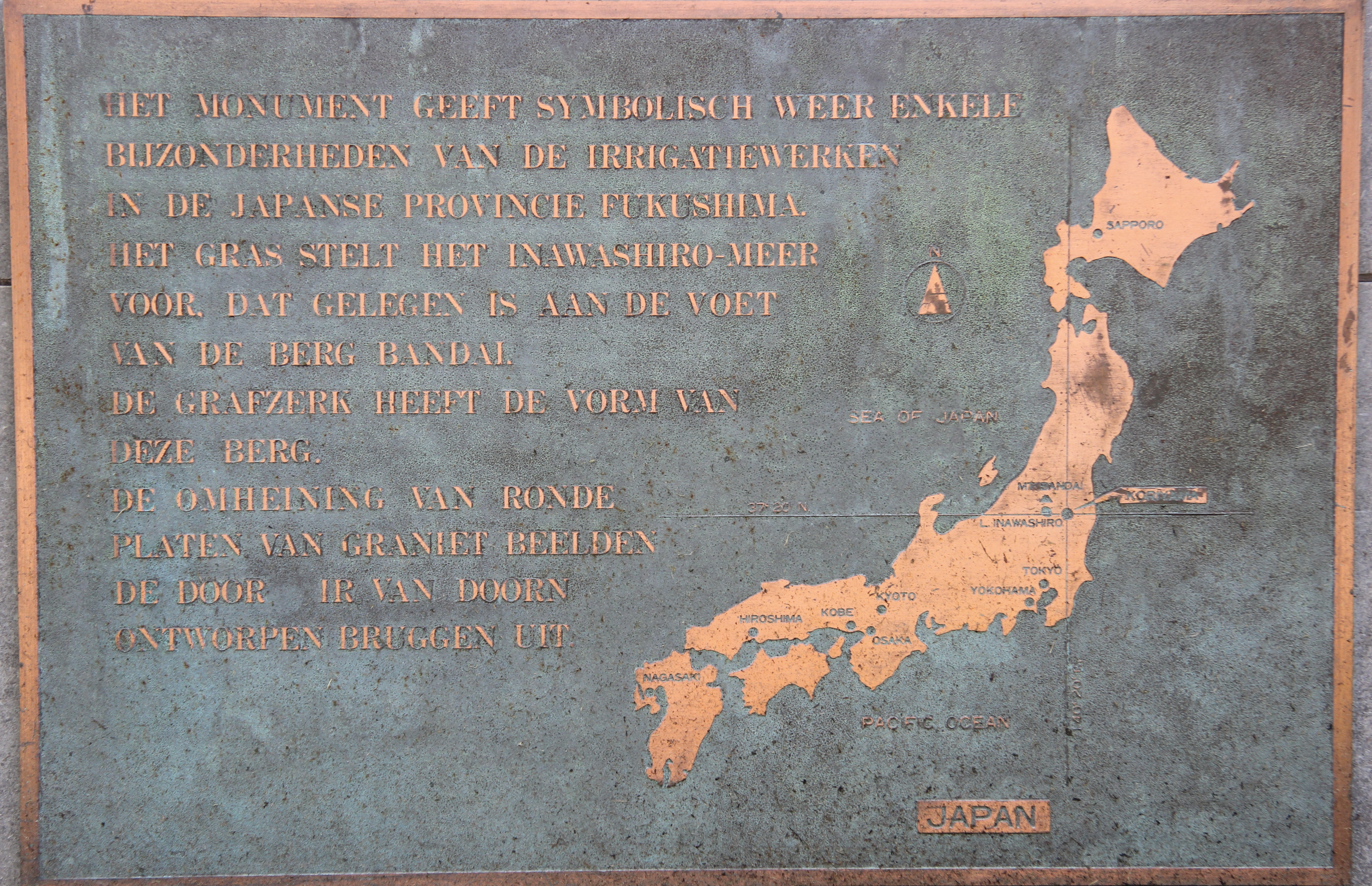
墓の外柵に付けられた、業績を称えるプレート
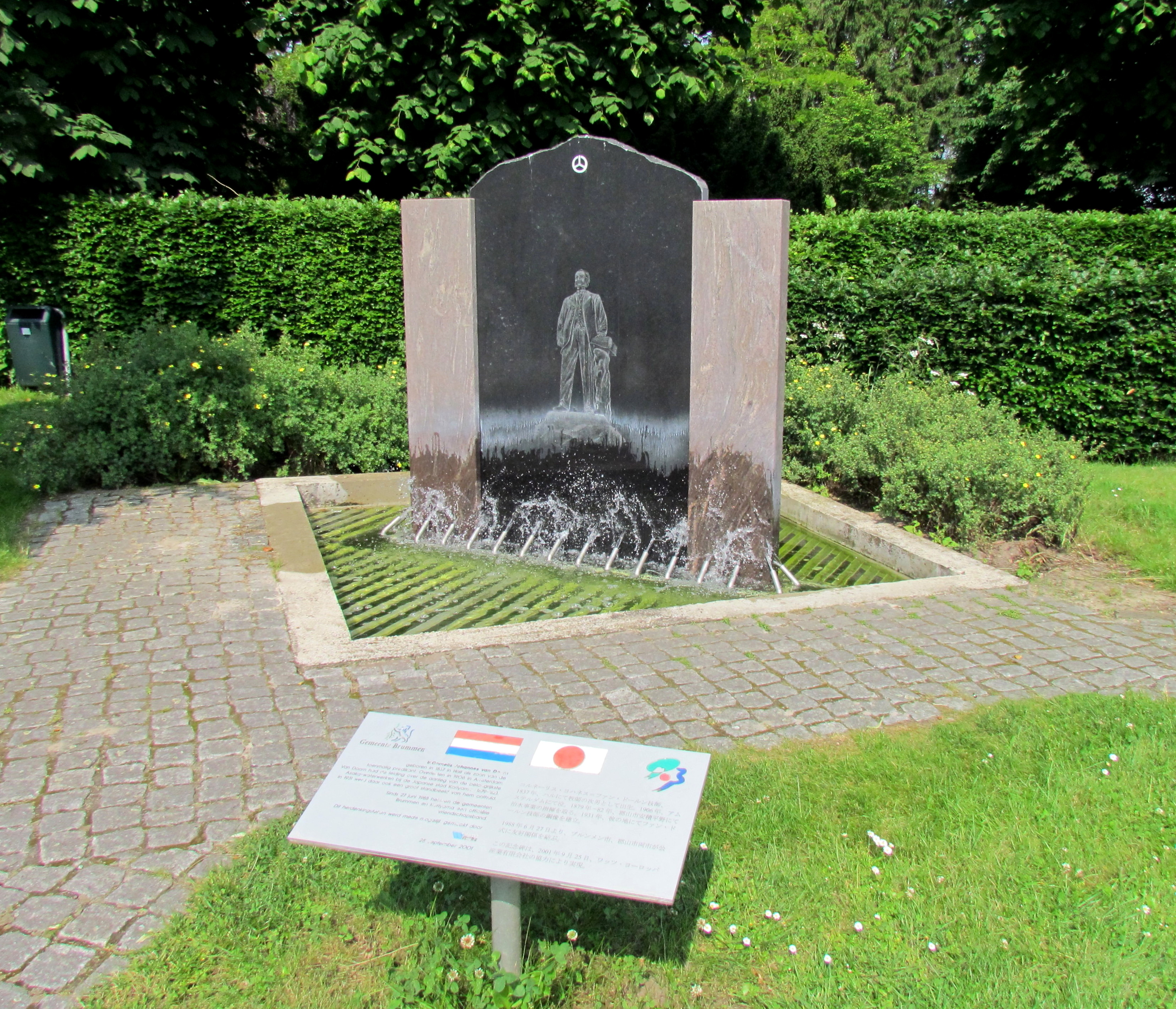
ブルメン町の記念碑

## 年譜
- 1837年 オランダのヘルダーラント州で生まれる。
- 1849年 ユトレヒト工業学校に入学。
- 1855年 工業学校を卒業、王立土木専門学校の聴講生となる。
- 1860年 技師の免状を送られ、技術官僚となる。
- 1864年頃 官僚を辞し、マーストリヒトの高等学校で数学教師となる。
- 1865年 官僚に復職する。
- 1872年 来日し、全国の河川などの視察を始める。
- 1875年 オランダに一時帰国する。
- 1876年 再来日する。
- 1880年 オランダに帰国。
- 1883年 キュラソー島に赴任する。
- 1906年 アムステルダムの自宅で逝去。[1]

## エピソードなど
- 安積疏水における功績を称え、銅像が会津若松市河東町（十六橋水門畔）に、1931年10月14日に建立されている。この銅像は第二次世界大戦中に強制的に供出させられそうになったが、安積疏水の理事長だった渡辺信任が、盗まれたことにして夜中に運び出し、山中に埋めて隠して、戦後に掘り出して再建した[3][2][4]。この話は鶴見正夫によって『かくされたオランダ人』という児童文学作品になったほか、オランダでも報じられ、郡山市とブルメン市の姉妹都市協定締結につながった[5]。
- 有能かつ温厚な技術者だったとされ、日本ではオランダ人技師のリーダーを大過なく務めた。
- 苗字のドールン（Doorn）は、オランダ語で「いばら」という意味があり、出身地のヘルダーラント州では多い姓である。
- 父の在職した教会は現存するが、当地に血縁者は残っていない。